# Telebasis carvalhoi
Telebasis carvalhoi – gatunek ważki z rodziny łątkowatych (Coenagrionidae). Występuje endemicznie w Brazylii.